# 데비 앨런
데비 앨런(Debbie Allen, 1950년 1월 16일 ~ )은 미국의 배우, 무용가, 안무가, 가수, 텔레비전 감독, 텔레비전 제작자이다. 에미상에 20번 후보로 올라 다섯 번 수상하였으며, 토니상 2회, 골든 글로브상 1회 수상자이다. 1991년 할리우드 명예의 거리에 입성하였다.

## 작품 목록

### 영화 출연
- 아미스타드 (1997)
- 페임 (2009)

### 영화 연출
- 돌리 파튼의 크리스마스 온 더 스퀘어 (2020) - 제작 겸임

### 텔레비전 출연
- 내일은 스타 (1982-87)
- 그레이스 아나토미 (2011-현재)

### 텔레비전 연출
- 그레이스 아나토미 (2010-현재) - 총괄 제작 겸임